# Teorie závislosti
Teorie závislosti (španělsky: teoría de dependencia, anglicky: dependency theory) je teorie, respektive soubor teorií vysvětlující ekonomické postavení zemí Latinské Ameriky a Karibiku (potažmo jiných zemí Třetího světa) ve světovém hospodářství pomocí pojmu závislosti. Teorie byla formulována během 50. a 60. let 20. století a původně byla spojena s prací argentinského ekonoma Raúla Preibische a Hospodářské komise Spojených národů pro Latinskou Ameriku (CEPAL), jež se snažila připravit půdu pro liberálně laděné modernizační politiky v poválečné Latinské Americe a přitom zohlednit specifický historický vývoj regionu.
Během 60. letech 20. století začala teorie závislosti stavět na marxistickém pojetí a vycházela přitom například z prací marxisty Paula A. Barana Political Economy of the Underdevelopment (1952) a Political Economy of the Growth (1957). Za nejvýznamnějšího autora marxistického pojetí teorie závislosti je považován André Gunder Frank. Během 60. a 70. let se teorie závislosti stala platformou pro kritiky modernizační teorie a jejího pojetí hospodářského a sociálního rozvoje. V 70. letech 20. století byla tato teorie přepracována Immanuelem Wallersteinem do teorie světového systému (nebo světosystému).

## Základní prerogativy teorie závislosti

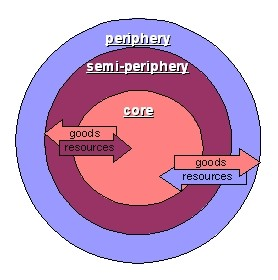
Teorie závislosti rozpracovaná podle I. Wallersteina stratifikuje světové hospodářství do jádra (core), semiperiférie (semiperiphery) a periférie (periphery).

Teorie závislosti postavila do centra svého zájmu studium struktury hospodářské závislosti zemí Latinské Ameriky a Karibiku na světových velmocech. Původně v Preibischově a Singerově pojetí šlo o závislost viděnou uvnitř hospodářských vztahů vývozu a dovozu, které byly obecným základem postavení regionu ve světovém měřítku (tedy jako exportéra nerostných surovin a dovozu především evropských technologii a inovací i hotových výrobků). V liberálně modernizačním duchu viděli Preibisch a Singer řešení v nové orientaci regionu na politiku industrializaci se substitucí importu.
V pozdějším, především marxistickém pojetí A. Gundera Franka je závislost konceptualizována do modelu nerovnoměrných vztahů mezi centrem (tedy v tomto případě Západní Evropou) a satelity (tedy v tomto případě Latinskou Amerikou a Karibikem). Tento základní vztah mezi na jedné straně centrem a na druhé satelitem je potom strukturován nejenom na globální úrovni, ale také na regionální a místní úrovni, takže komplexně ovlivňuje ekonomický, společenský a kulturní rozvoj daného regionu (nebo země). Součástí vztahu mezi centrem a satelitem na globální úrovni je také výše zmíněná orientace satelitu na export nerostných surovin do centra, jež činí satelit závislý na poptávce z centra. Právě tato závislost je chápána jako centrální problém a příčina zranitelnosti a zaostalosti Latinské Ameriky. Gunder Frank si dále všiml toho, že hospodářská situace satelitu se zlepšila v případě, že se centrum ocitlo v politické nebo hospodářské krizi, jež vyvolala větší potřebu pro nerostné suroviny a zároveň uvolnila hospodářskou kontrolu nad satelitem (zde měl na mysli především období první a druhé světové války na které země Latinské Ameriky hospodářsky profitovaly).
V pojetí Fernanda Henriqua Cardosa a Enza Faletta má závislost nejenom ekonomickou podobu ale také podobu společenskou. Ta ovlivňuje celkový společenský rozvoj Latinské Ameriky a stojí v centru zájmu jejich vlivné studie Závislost a rozvoj v Latinské Americe(1979 česky 2007). V této studii Cardoso a Faletto analyzovali sociální podstatu závislosti regionu a koncentrovali svůj zájem na roli středních tříd, latinskoamerických oligarchii, na roli nacionalismu, budování národního státu a na další sociální a politické dimenze ekonomické závislosti regionu.
Americký sociolog Immanuel Wallerstein přijal řadu podnětů z teorie závislosti ve své vlastní teorii (respektive přístupu) světového systému, v rámci kterého formuloval model jádra, semiperiférie a periférie. Na rozdíl od předchozích autorů se však zaměřuje na studium světového systému mimo rámec národního státu jako základní jednotky vědecké analýzy. Wallerstein místo toho studuje vztahy závislosti v případě světových říší kontrolovaných jedním státem (například Britským impériem) a politicky mnohočetnými světovými ekonomikami.

## Kritika
Teorie závislosti byla podrobena řadě kritik. Například H. Freedman a J. Wayne shrnuli kriticismus do několika bodů, ve kterých hovoří o tom, že teorie závislosti příliš spoléhá na dvoustranné vztahy mezi státy jako základní jednotku své analýzy světového systému a své modely světového systému vidí jako kumulaci hierarchicky organizovaných rolí. Dále je podle jejich názoru v rámci tohoto pojetí vztahů mezi jednotkami (státy) příliš zdůrazněna dimenze výměny a nikoliv produkce, a naopak geografická a sociální dimenze vztahů v ní chybí.
Gary Gereffi se zase zaměřil na aplikovatelnost teorie závislosti mimo region Latinské Ameriky a zpochybnil ji v komparativním vztahu k empirickému materiálu, který se věnoval východní Asii.